# Millī Surūd
Millī Surūd (paszto ملی سرود, tłum. „Hymn narodowy”) – hymn Afganistanu, przyjęty 8 maja 2006 roku, używany do 15 sierpnia 2021 roku. Słowa napisał Abdul Bari Dżahani, a muzykę skomponował Babrak Wassa.

## Kontrowersje wokół nowego hymnu państwowegoAfganistanu
Paradoksalnie nowy hymn państwowy, który miał na swym celu połączenie rozmaitych mniejszości narodowych zamieszkujących Afganistan spotyka się z krytyką wielu Afgańczyków i budzi wśród nich kontrowersje. 
Pierwszym z zarzutów jest to iż hymn napisany jest i wykonywany w języku paszto (co jest usankcjonowane w konstytucji Afganistanu), który to obecnie jest językiem jedynie plemion ghilzajskich z mniejszości pasztuńskiej. Znaczna większość obywateli Afganistanu posługuje się językiem dari, który jest językiem łączącym rozmaite mniejszości etniczne. 
Kolejna kwestia kontrowersyjna to wymienienie w słowach nowego hymnu państwowego jedynie części mniejszości narodowych zamieszkujących Afganistan, co automatycznie spotkało się z protestem przedstawicieli mniejszości niewymienionych w słowach hymnu.
Następny zarzut pod adresem słów nowego hymnu państwowego Afganistanu jest natury religijnej i dotyczy ostatniej frazy hymnu będącej zwrotem wymieniającym Allaha. Zdaniem wielu Afgańczyków jest ona niezgodna z zapisami koranicznymi, które jednoznacznie zakazują używać imienia Allaha w tekstach śpiewanych.

## Tekst
| Oficjalne słowa w języku paszto | Transkrypcja łacińska |
| --- | --- |
| ‏دا وطن افغانستان دی دا عزت د هر افغان دی کور د سولی کور د توری هر بچی یی قهرمان دی دا وطن د تولو کور دی د بلوچو د ازبکو د پشتون او هزاره وو د ترکمنو د تاجکو ورسره عرب، گوجر دی پامیریان، نورستانیان براهوی دی، قزلباش دی هم ایماق، هم پشه ییان دا هیواد به تل زلیژی لکه لمر پرشنه آسمان په سینه کی د آسیا به لکه زره وی جاویدان نوم د حق مودی رهبر وایو الله اکبر وایو الله اکبر‎ | Da watan Afghanistan di Da ezzat de har Afghan di kor de soli kor de tori har baczi je kahraman di da watan di tolo kor di de baloczo, de uzbako de Pasztun aw hazarwu de Turkmano de Tadżeko worsara Arab, Godżar di Pamirian, Noristanian Barahawi di, Kizilbasz di ham Ajmak, ham Paszajjan daa hiwan ba til zaligi laka limar pa eszna asman pa sina ki de Asija laka zera wi dżawidan num de hak mo di rahbar waju Allah o Akbar, waju Allah o Akbar, waju Allah o Akbar! |